# Олден (Ајова)
Олден (енгл. Alden) град је у америчкој савезној држави Ајова. По попису становништва из 2010. у њему је живело 787 становника.

## Демографија
Према попису становништва из 2010. у граду је живело 787 становника, што је -117 (-12.9%) становника више него 2000. године.
| Група             | 2000.       | 2010.       |
| Белци             | 851 (94,1%) | 759 (96,4%) |
| Афроамериканци    | 0 (0,0%)    | 4 (0,5%)    |
| Азијати           | 2 (0,2%)    | 2 (0,3%)    |
| Хиспаноамериканци | 46 (5,1%)   | 9 (1,1%)    |
| Укупно            | 904         | 787         |